# Philippe Saint-André
Philippe Georges Saint-André (Romans-sur-Isère, 19 de abril de 1967) es un exrugbista y entrenador francés que se desempeñaba como wing. Actualmente dirige al Montpellier Hérault Rugby.
Como jugador representó a Les Bleus de 1990 a 1997 y fue su capitán. Siendo director técnico los entrenó de 2011 a 2015.

## Carrera
Debutó en la primera del ASM Clermont Auvergne a los 21 años y jugó con ellos hasta la temporada 1995–96. Siendo esta última como profesional, tras la apertura histórica a la remuneración.
En 1996 fue transferido a Gloucester Rugby, equipo de la Premiership inglesa, donde terminó se retiró y comenzó su carrera como entrenador.

## Selección nacional
Daniel Dubroca lo convocó a Les Bleus y debutó ante Rumania en mayo de 1990.
Bajo Pierre Berbizier, participó en seis ediciones consecutivas del Torneo de las Cinco Naciones, de 1991 a 1996, y fue nombrado capitán; liderando en 32 pruebas como tal. Su hazaña más importante ocurrió en la gira de 1994, en la que Francia venció dos veces a los All Blacks.
Finalmente el técnico Jean-Claude Skrela lo dejó de seleccionar en 1997, prefiriendo a los más jóvenes: Christophe Dominici, Jimmy Marlu y Olivier Sarraméa. En total Saint-André disputó 69 pruebas y marcó 32 tries.

### Participaciones en Copas del Mundo
Dubroca lo seleccionó para Inglaterra 1991 como titular indiscutido. Formó junto a Jean-Baptiste Lafond y el capitán Serge Blanco la línea del fondo, jugó todos los partidos y les marcó un try a Rumania y los Canucks.
Berbizier lo llevó a Sudáfrica 1995 también como el capitán, poniéndolo en todas las pruebas. Se alineó con Émile Ntamack y el fullback Jean-Luc Sadourny, en la fase final le anotó un try al XV del Trébol.
| Mundial                       | Sede       | Resultado        | PJ | Tries |
| ----------------------------- | ---------- | ---------------- | -- | ----- |
| Copa Mundial de Rugby de 1991 | Inglaterra | Cuartos de final | 4  | 2     |
| Copa Mundial de Rugby de 1995 | Sudáfrica  | Tercer puesto    | 6  | 3     |

## Entrenador

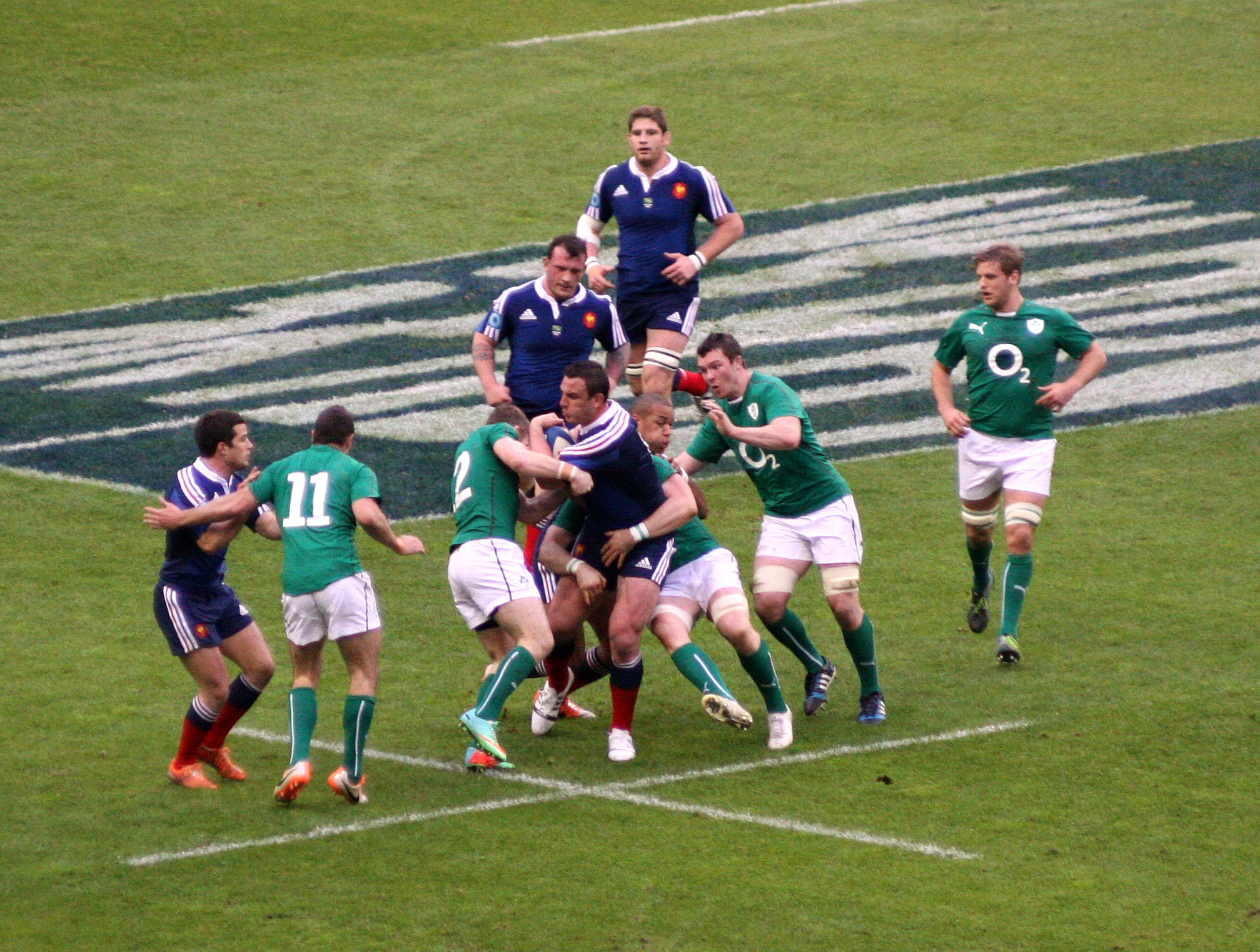
Torneo de las Seis Naciones 2014, Francia contra Irlanda.

Ya convertido en entrenador, asumió la dirección técnica del Gloucester, equipo que dirigió durante dos años, lo que le llevó a destacar en la clasificación final de la Premiership inglesa , aunque perdiendo la final por el título.
De 2002 a 2005 entrenó al Bourgoin-Jallieu y a partir de 2005 volvió a Inglaterra, a los Sale Sharks. En su primera temporada en Sale obtuvo la victoria final de la Premiership, derrotando a los Leicester Tigers en Twickenham. En diciembre de 2008 anunció el cese de su cargo al final de la temporada 2008-09 y luego asumió como entrenador del Rugby Club Toulonnais en la temporada siguiente del Top 14.

### Francia
En agosto de 2011 la Federación Francesa de Rugby lo nombró entrenador de la selección, en sustitución de Marc Lièvremont que había dimitido tras el subcampeonato mundial. Saint-André dirigió el equipo nacional hasta la Copa Mundial de Inglaterra 2015, donde tuvo que renunciar luego de dos caídas y la eliminación en cuartos.

## Palmarés
- Campeón del Torneo de las Seis Naciones de 1993.
- Campeón de la Copa Desafío de 2020–21.
- Campeón de la Premiership Rugby de 2005–06.
- Campeón de la Orange Cup de 2006.

| Predecesor: Marc Lièvremont | Entrenador de Francia 2011 − 2015 | Sucesor: Guy Novès |